# 斯拉文希納
51°15′23″N 29°9′7″E / 51.25639°N 29.15194°E
斯拉文希納（烏克蘭語：Славенщина），是烏克蘭北部的村莊，隸屬日托米爾州的科羅斯滕區。該村始建於1812年，面積0.68平方公里，海拔高度127米，2001年人口119，人口密度每平方公里175.52人。